# Oxyodes scrobiculata
Oxyodes scrobiculata är en fjärilsart som beskrevs av Fabricius 1775. Oxyodes scrobiculata ingår i släktet Oxyodes och familjen nattflyn. Inga underarter finns listade i Catalogue of Life.

## Bildgalleri

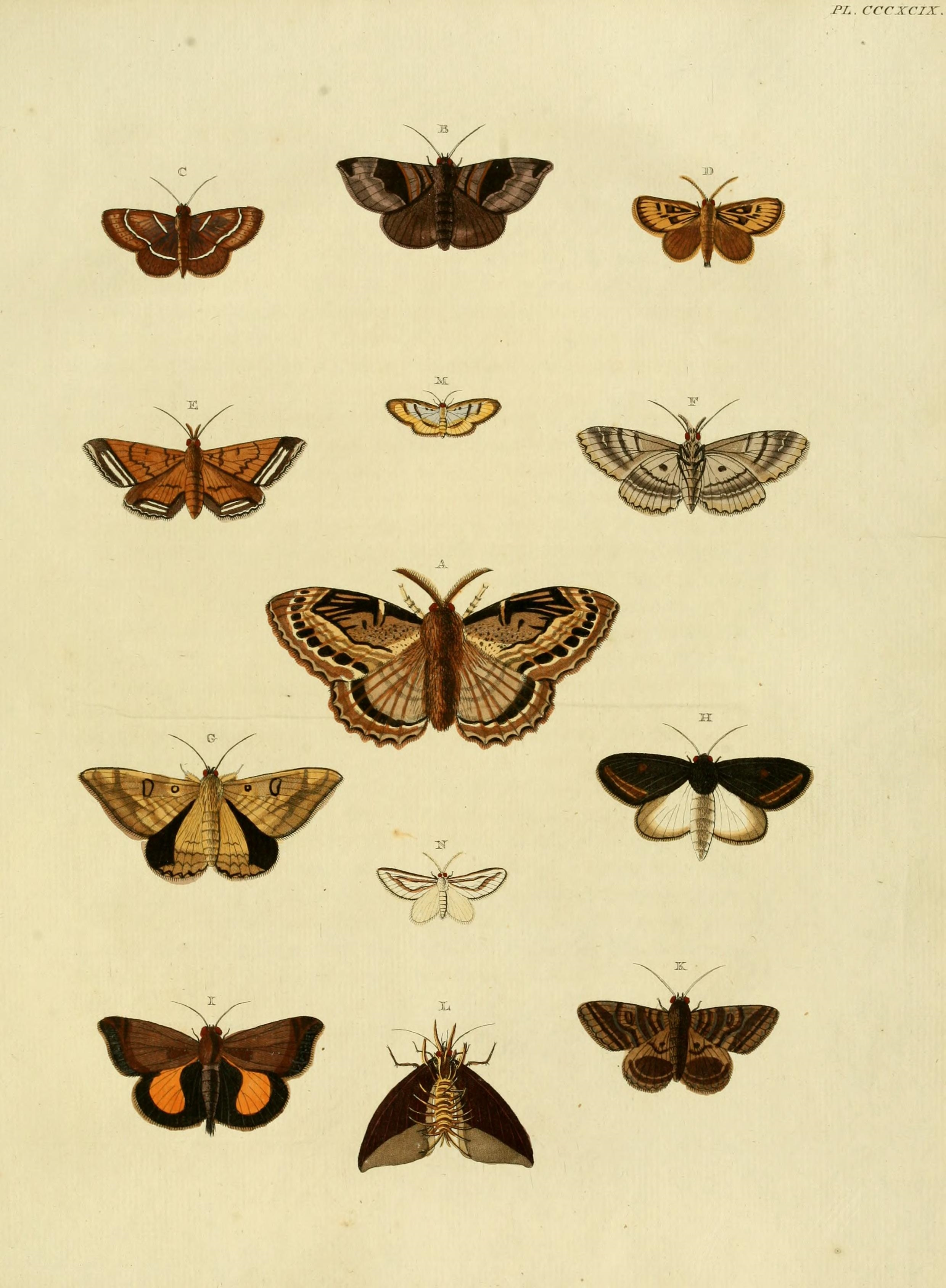
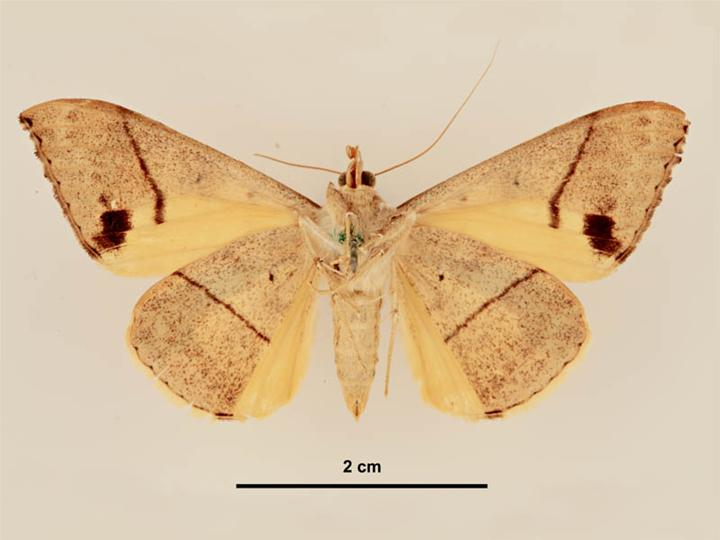
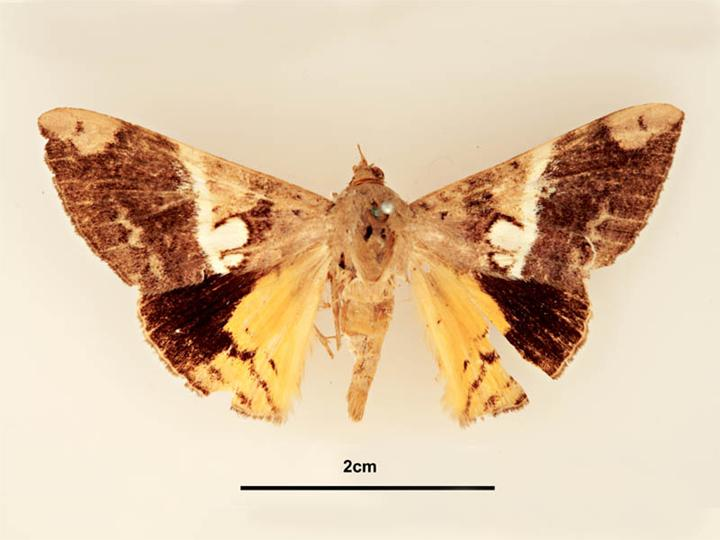
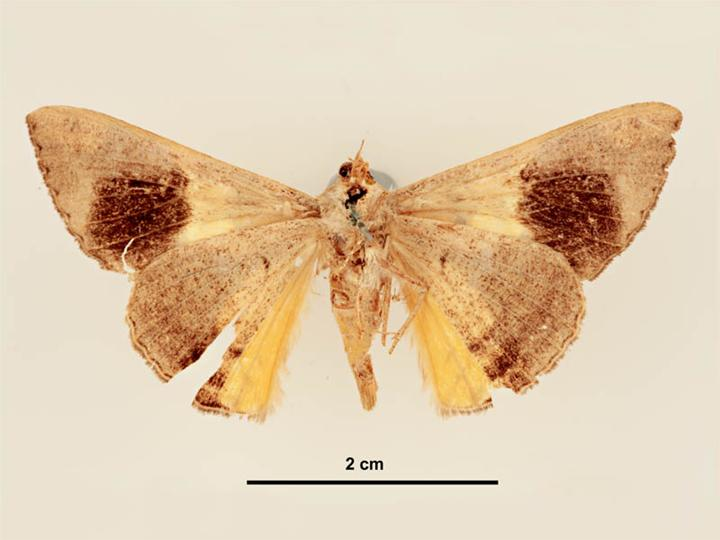
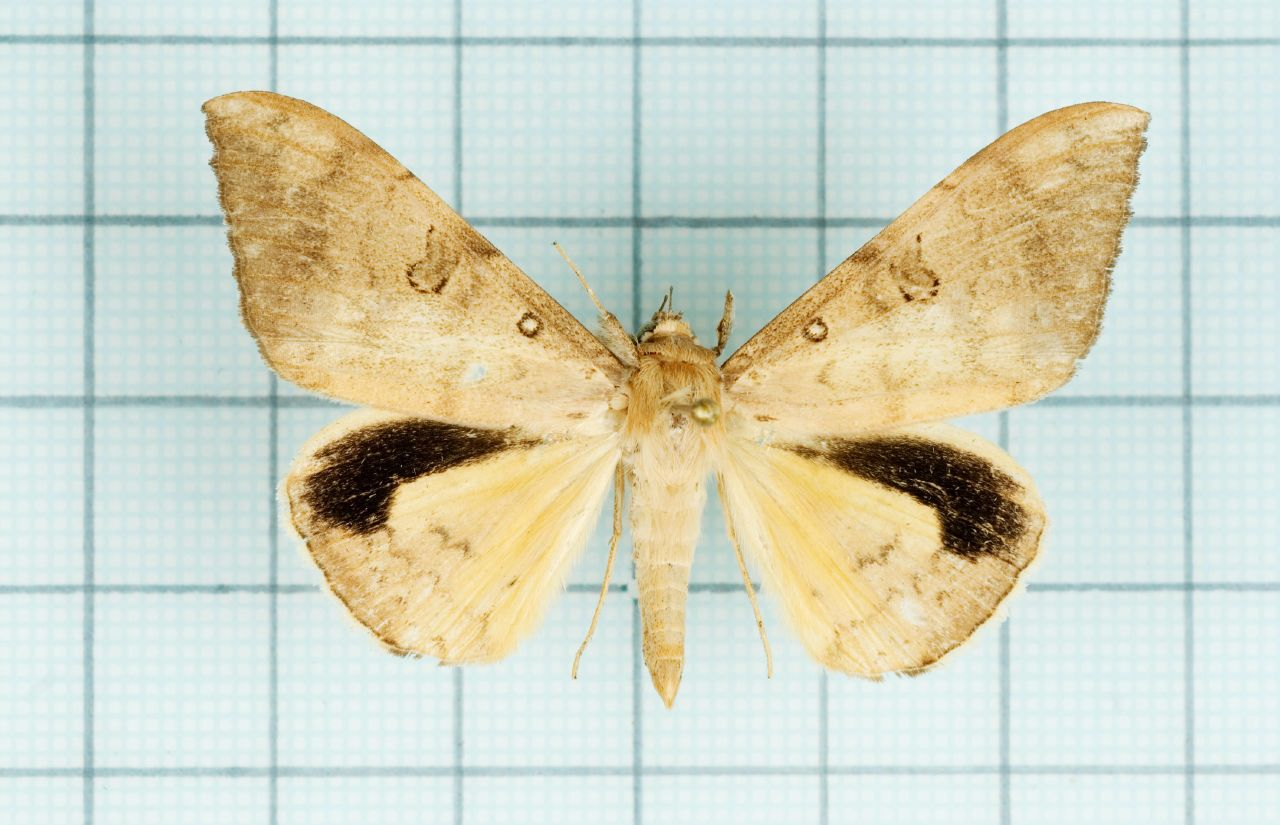